# Atractosoma camaldolense
Atractosoma camaldolense är en mångfotingart som beskrevs av Filippo Silvestri 1894. Atractosoma camaldolense ingår i släktet Atractosoma och familjen knöldubbelfotingar. Inga underarter finns listade i Catalogue of Life.